# Essam El-Hadary
Essam Kamal Tawfiq El Hadary (عصام كمال توفيق الحضري‎;* 15. ledna 1973, Kafr El Battikh, Damietta) je egyptský trenér, který trénuje brankáře a bývalý profesionální fotbalista.
Začal hrát v klubu Damietta. Od roku 1996 do roku 2008 hrál za Al-Ahly. Dále hrál profesionálně v Egyptě, Izraeli a Saúdské Arábii. V letech 1996–2018 hrál za Egypt a vyhrál s ním 4× Africký pohár národů.
Hrál na mistrovství světa ve fotbale 2018, kde získal světový rekord[ujasnit].
Po skončení hráčské kariéry se stal trenérem a trénoval brankáře egyptské a syrské reprezentace.